# De Gaasten
De Gaasten (Fries: De Geasten) is een buurtschap in de gemeente Smallingerland, in de Nederlandse provincie Friesland. De Gaasten ligt direct ten zuidwesten van Oudega aan de weg De Geasten en de Skeane Heawei.
De buurtschap is in 15e of 16e eeuw ontstaan in de Gaasterpolder. Vanaf de 16e eeuw werd de plaats vermeld als Die Gasten en Gheestbuyr. Vanaf ongeveer 1700 werd de spelling De Gaasten gebruikt.
Ten westen van de Gaasten lag er enige tijd een eendenkooi. Hier is later de buurtschap De Kooi ontstaan.
Steden, dorpen en gehuchten: Boornbergum · De Tike · De Veenhoop · De Wilgen · Drachten · Drachtstercompagnie · Goëngahuizen · Houtigehage · Kortehemmen · Nijega · Opeinde · Oudega · Rottevalle · Smalle Ee

Buurtschappen: Buitenstverlaat · De Gaasten · De Kooi · Egbertsgaasten · Hooidammen · Luchtenveld · Middelburen · Noorderend · Opperburen · Siteburen · Uiteinde · Wierren · Zandburen · Zuidereind 

Friesland: Steden en dorpen      Nederland: Provincies · Gemeenten